# ダルハムホールスタッド
ダルハムホールスタッド（Dalham Hall Stud）は、イギリスサフォーク州ニューマーケットにあるダーレーグループ傘下の牧場で、競走馬の生産及び種牡馬の繋養を行っている。ダーラムホールスタッドと表記されることもある。
生産馬はゴドルフィンの所有馬となるケースが多い。

## 主な生産馬
- Mark Of Esteem / マークオブエスティーム（1996年 イギリス2000ギニー、クイーンエリザベス2世ステークス）

## 主な繋養馬
- Dubawi / ドバウィ（2006年 - ）
- Farhh / ファー(2014年 - )
- Iffraaj
- Too Darn Hot / トゥーダーンホット（2020年 - ）
- パレスピア
- ピナトゥボ
- クラックスマン
- パーフェクトパワー
- マサー
- ハリーエンジェル
- モダンゲームズ
- トリプルタイム

### 過去の繋養馬
種牡馬
- テリトリーズ
- ポストポンド
- Epaulette / エポレット (2014年 - 2020年)
- Helmet / ヘルメット
- Shirocco / シロッコ（2007年 - ）
- Authorized / オーソライズド
- Refuse to Bend / リフューズトゥベンド
- Doyen　/ ドワイエン（2006年 - ）
- Dubai Destination / ドバイデスティネイション（2004年 - ）
- Manduro / マンデュロ（2008年 - ）
- Mark Of Esteem / マークオブエスティーム（1997年 - ）
- Sulamani / スラマニ（2005年 - ）
- Tiger Hill / タイガーヒル（2005年 - ）
- Tobougg / トブーグ（2003年 - ）
- Red Ransom / レッドランサム
- Singspiel / シングスピール（1998年 - 2010年）
- Dancing Brave / ダンシングブレーヴ（1987年 - 1991年、輸出）
- Diktat / ディクタット（2001年 - 2007年、輸出）
- Dubai Millennium / ドバイミレニアム（2001年、死亡）
- Fantastic Light / ファンタスティックライト（2002年 - 2007年、輸出）
- Lomitas / ロミタス（2002年 - 2006年、輸出）[1]
- Machiavellian / マキャヴェリアン（1991年 - 2004年、死亡）
- Polish Precedent / ポリッシュプレセデント（1990年 - 2005年、死亡）
- アグネスワールド（2002年 - 2003年、輸出）
- Exceed And Excel / イクシードアンドエクセル（2005年 - ）
- Halling / ホーリング（1997年 - 2003年、2011年 - ）
- Poet's Voice / ポエッツボイス（2012年 - ）
- New Approach / ニューアプローチ（2009年 - ）
- Royal Applause / ロイヤルアプローズ
- Sepoy / セポイ(2013年 - )
- Golden Horn / ゴールデンホーン(2016年 - )
- Night Of Thunder / ナイトオブサンダー(2018年 - )